# 미국 국방참모대학교
미국 국방참모대학교(National War College)는 1943년 미국 워싱턴 시티에 첫 개교되어 현재에 이르고 있는 미국 국립 군사국방참모대학교이다.

## 역사
미국 국방참모대학교는 1943년 미국 워싱턴 D.C.에서 미국 육군해군통합참모대학교로 첫 개교하였으며 3년 후 1946년 미국 국방참모대학교로 확대 개편하여 현재에 이르고 있다.

## 분교
미국 국방참모대학교의 분교로는 1946년 미국 워싱턴 D.C.에 개교한 미국 국방대학교(National Defense University)와 1946년 미국 버지니아주 노퍽에 개교한 미국 합동참모대학교가 있다.

## 같이 보기
- 버나드 라이지 오스틴 (Bernard Lige Austin)
- 미국 육군지휘참모대학교
- 미국 육군참모대학교
- 미국 해군참모대학교
- 미국 해병참모대학교
- 미국 해군대학원
- 미국 공군참모대학교
- 미국 합동참모대학교